# Спутник (ракета-носитель)
Спу́тник (индекс ГРАУ — 8К71ПС ) — двухступенчатая ракета-носитель первых искусственных спутников Земли, базой для которой служила межконтинентальная баллистическая ракета 8К71 (Р-7). Первая ракета в истории, достигшая первой космической скорости.
Произведено два (оба успешные) пуска. На орбиту были выведены спутники ПС-1 и ПС-2. Наименование «Спутник» (вместе с обозначением 8К71ПС) было присвоено ракете-носителю после подтверждения факта выведения полезной нагрузки на орбиту. Первая ступень ракеты состоит из четырёх идентичных по конструкции блоков, напоминающих конусы, размещённых по параллельной схеме вокруг блока второй ступени. Зажигание двигателей первой и второй ступени происходит одновременно, на Земле. Со штатной боевой ракеты, послужившей основой для ракеты «Спутник», были сняты головная часть, вся аппаратура системы управления полётом вместе с отсеком, в котором она размещалась и на котором крепилась головная часть большей массы. Отсек был заменён лёгким коническим переходным отсеком, в котором размещалась минимально необходимая для обеспечения полёта аппаратура системы управления.

## Спутник-3
Ракета-носитель «Спутник-3» (8А91) стала результатом модернизации ракеты 8К71 и оказалась способна решить задачу (в отличие от ракеты 8К71 второго этапа) выведения на орбиту полезной нагрузки массой ~ 1300 кг (масса третьего ИСЗ составляла 1327 кг). На ракете-носителе 8А91 были установлены форсированные двигатели; также со штатной ракеты была снята система радиоуправления, упрощены приборный отсек и система отделения головной части.
Произведено два пуска ракеты-носителя «Спутник-3» (8А91). При первом запуске вследствие возникновения автоколебаний ракета на 102-й секунде полёта разрушилась. Второй пуск этой ракеты успешно произведён 15 мая 1958 года. На орбиту был выведен спутник Д-1.

## Наследие

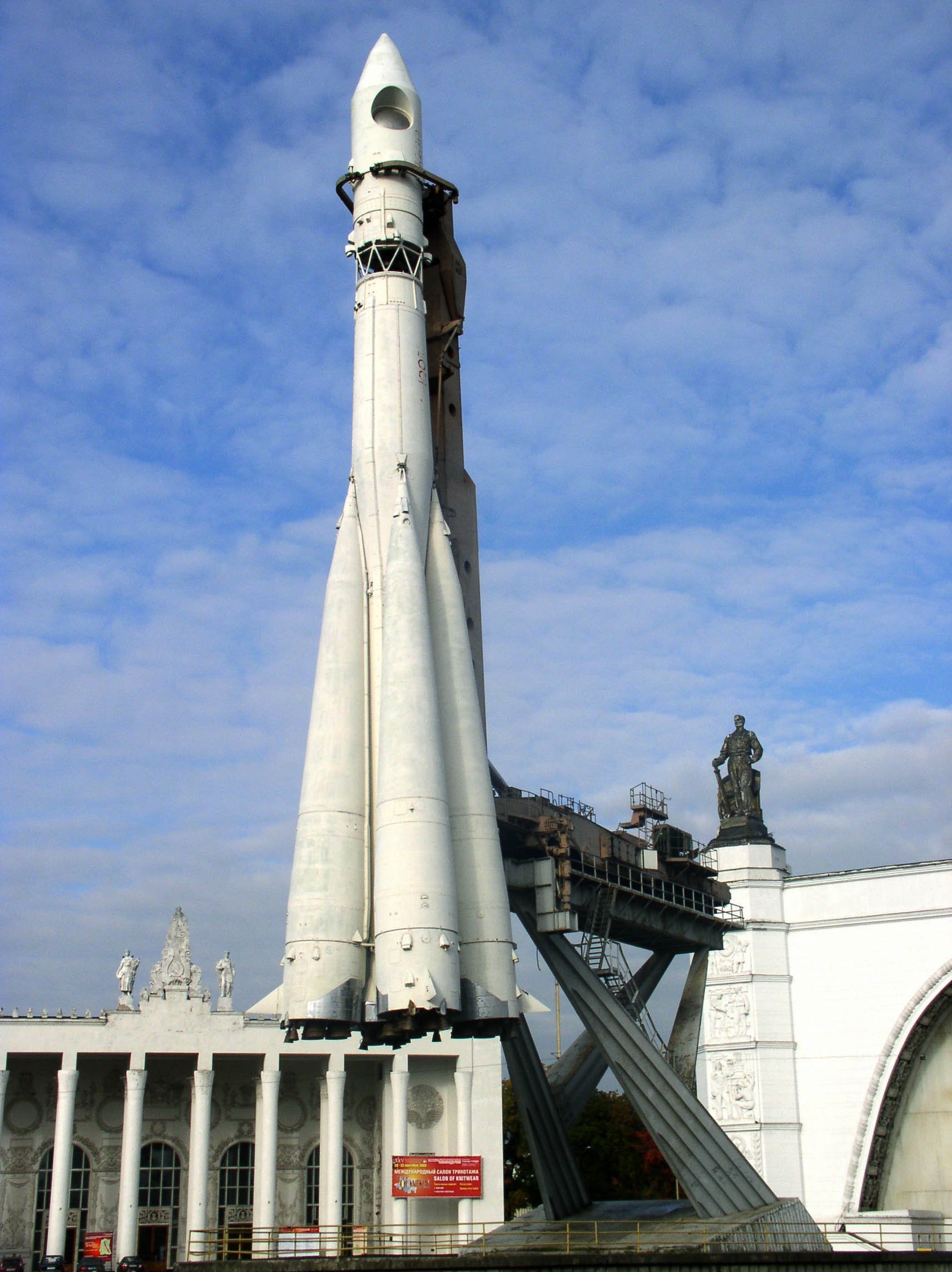
Копия первого наследника «Спутника» — ракеты «Восток», ВДНХ, Москва

Выполнив свою историческую миссию по запуску трёх первых спутников, сама ракета «Спутник» не ушла в историю, а продолжала служить космонавтике в качестве основы для целого семейства ракет-носителей.

## Список пусков 8К71ПС и 8А91
| № | Дата           | РН          | Полезная нагрузка | Стартовый комплекс | Примечания                                                                |
| 1 | 4 октября 1957 | 8К71ПС      | ПС-1              | Байконур ПУ № 1/5  | Успех. Впервые в мире выведен ИСЗ                                         |
| 2 | 3 ноября 1957  | 8К71ПС      | ПС-2              | Байконур ПУ № 1/5  | Успех. Впервые на орбиту выведено живое существо (собака Лайка)           |
| 3 | 27 апреля 1958 | 8А91        | Объект Д №1       | Байконур ПУ № 1/5  | Авария РН. Разрушение ракеты на 102-й секунде полёта, из-за автоколебаний |
| 4 | 15 мая 1958    | 8А91 № Б1-1 | Объект Д          | Байконур ПУ № 1/5  | Успех.                                                                    |